# NGC 509
NGC 509 é uma galáxia espiral barrada (SB0-a) localizada na direcção da constelação de Pisces. Possui uma declinação de +09° 26' 00" e uma ascensão recta de 1 horas, 23 minutos e 24,1 segundos.
A galáxia NGC 509 foi descoberta em 1 de Outubro de 1864 por Albert Marth.